# Randolph (Maine)
Pour les articles homonymes, voir Randolph.
Randolph est une ville américaine située dans le Comté de Kennebec, dans le Maine. Selon le recensement de 2020, sa population est de 1 743 habitants. Randolph est inclus dans la zone micropolitaine de la ville et des municipalités de Nouvelle-Angleterre d'Augusta, dans le Maine.
La ville était reliée à l'hôpital militaire de Togus par un chemin de fer à voir étroite, le Kennebec Central Railroad.